# Neoclasicismo en España
La sustitución en el trono de España de la dinastía de los Habsburgo por la de los Borbones, con la llegada de Felipe V  fue un factor determinante para que entraran las corrientes artísticas extranjeras y se produjera el cambio de gusto en las artes españolas. Los artistas llamados para trabajar en los palacios reales, franceses e italianos principalmente, trajeron a España las manifestaciones artísticas del clasicismo francés y del barroco clasicista italiano, mientras los artistas españoles estaban inmersos en un barroco nacional que pervivirá aún hasta finales del siglo.
Otro hecho decisivo para la introducción del estilo artístico importado fue el incendio, en 1734, del antiguo Alcázar de Madrid, residencia de los Austrias. Felipe V solicitó la presencia en Madrid del arquitecto Filippo Juvara (1678-1736) para que hiciera los planos de la nueva residencia real. Con Juvara primero y, tras su muerte en 1736, con Giovanni Battista Sacchetti (1690-1764) llegó el barroco clasicista italiano. En la obra de Palacio se formaron muchos de los futuros arquitectos españoles y muchos escultores y pintores trabajaron en su decoración.
En cualquier caso, son los reyes los que sustentan esta renovación artística, sirviéndose de una institución, la Academia de Bellas Artes de San Fernando, que promueve a la vez que ejerce el control sobre las artes. Poco a poco se instaura el reformismo ilustrado contando para sus proyectos renovadores con la ayuda de notables ilustrados españoles como Aranda, Campomanes, Floridablanca, Jovellanos o Antonio Ponz.
La Real Academia de Bellas Artes de San Fernando nació oficialmente en 1752 gracias a los deseos del rey Fernando VI. La Junta Preparatoria de la Academia, constituida algunos años antes, ya mostraba en su composición la presencia de artistas extranjeros que trabajaban en las obras reales, como su principal promotor y presidente, el escultor Giovanni Domenico Olivieri o algunos de sus directores como el escultor Antoine Dumanché, el pintor Louis-Michel van Loo y el arquitecto Giovanni Battista Sacchetti. A ellos, sin embargo, se agregaron inmediatamente artistas españoles, como Felipe de Castro, director de la sección de escultura desde su fundación, con una formación clásica adquirida en Roma que lo distanciaba del barroco tardío practicado por los anteriores. La orientación de la Academia, confiada siempre su dirección a los artistas, estuvo marcada desde el comienzo por el rey quien, con un concepto ilustrado de la función del arte, deseaba la renovación y el control de la producción artística para que sirviera de ornato y enaltecimiento a la Corona. A imagen de la Academia madrileña surgieron las del resto de España.
Con la llegada al trono de Carlos III en 1760 la función dirigente del rey y de la Academia se manifestó de forma más clara. El nuevo monarca había apoyado en Nápoles las excavaciones de las ciudades de Herculano y Pompeya, siendo conocido su entusiasmo por la arquitectura y las demás artes, su interés por el pasado clásico y su apoyo a la edición de las Antigüedades de Herculano. En 1783 publicó una Real Orden por la que se declaraban libres las profesiones de las Nobles Artes de Dibujo, Pintura, Escultura, Arquitectura y Grabado, pudiéndose ejercer desde entonces sin necesidad de formar parte de un gremio. Con ello la Academia se convertía en la única instancia autorizada para expedir títulos o racionalizar el aprendizaje de las artes, controlando la orientación de la producción artística, a la que se contribuía con pensionados en Roma para los alumnos destacados.
El proceso de introducción en España de las corrientes neoclásicas tiene en común con el resto de Europa el profundo análisis que se hace de las fuentes del clasicismo, el interés por la arqueología, el estudio de la tratadística, la crítica de la tradición y el rechazo del último barroco. Aunque el desarrollo del Neoclasicismo en las tres artes no fue coincidente en el tiempo, puede decirse que tiene sus primeras manifestaciones durante el reinado de Fernando VI (1746-1759), florece bajo Carlos III (1759-1788) y Carlos IV (1788-1808) y prosigue todavía, tras la Guerra de la Independencia, con Fernando VII (1808- 1833), si bien ya conviviendo con otras corrientes más novedosas.

## Arquitectura

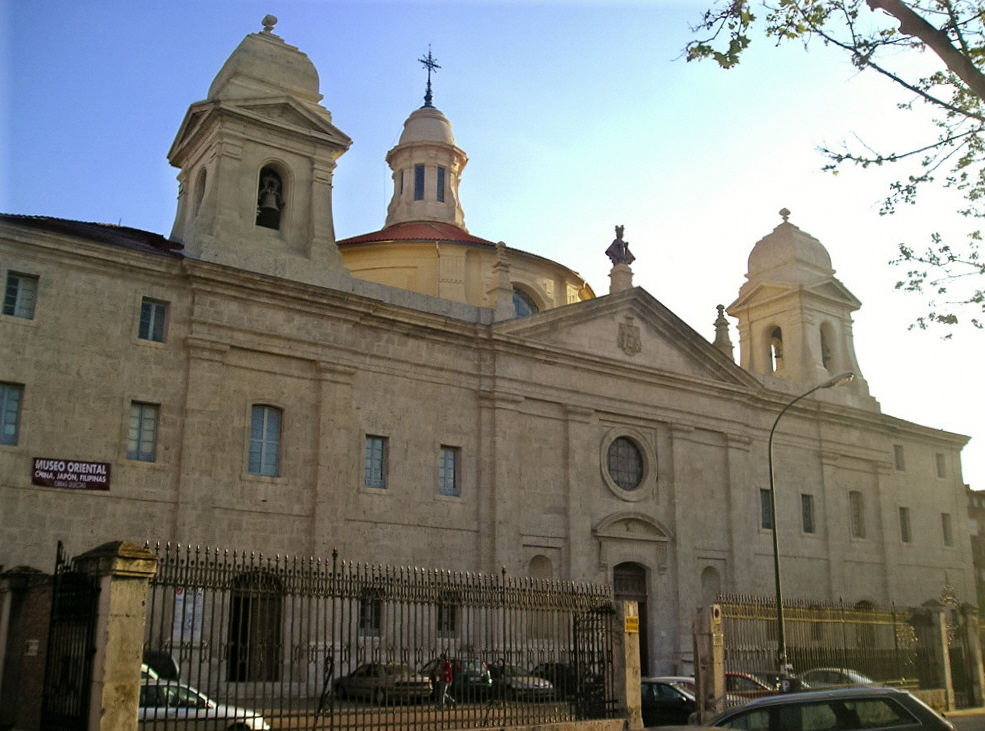
Convento de Agustinos filipinos, en Valladolid, por Ventura Rodríguez.

Fue en la arquitectura donde antes se apreció el impulso renovador, con la mano obra del Palacio Real de Madrid, de donde surgieron los arquitectos más notables de la segunda mitad del siglo XVIII. En este ambiente primero, en la Academia de Bellas Artes de San Fernando después, se revisaron las concepciones arquitectónicas, coincidiendo todos, a pesar de los diferentes postulados existentes, en el desprecio hacia el Barroco castizo, motejado despectivamente de churrigueresco, al que se quería asociar con la ignorancia y el mal gusto populares.
Desde el proyecto ilustrado, la arquitectura no debía limitarse a intervenciones puntuales, sino que era parte de un todo que tenía la misión de conseguir un marco adecuado para la vida de los ciudadanos. Así, las ciudades debían mejorar sus servicios de alcantarillado, acometida de aguas, adecentamiento de calles con iluminación y empedrado, hospitales, jardines, cementerios, etc. En resumen, había gran interés por dotar a las poblaciones de un aspecto más noble y lujoso que pudiera reflejar la grandeza del soberano y el bienestar de sus súbditos. También era preciso mejorar la infraestructura de caminos, para comunicar con facilidad las diferentes zonas y agilizar así el comercio y la industria. La fundación de nuevas poblaciones sirvió para colonizar zonas escasamente pobladas y controlar de esta manera el territorio. También se impulsan las obras hidráulicas, como canales y acueductos, para facilitar el transporte y la distribución del agua necesaria para el riego de los campos y para el consumo.
Dentro de estas empresas ilustradas está la colonización de Sierra Morena y Nueva Andalucía con la fundación de poblaciones como La Carolina, La Carlota, Almuradiel, etc. a lo largo del camino Real de Andalucía, o la creación por intereses militares de las nuevas poblaciones costeras de Ferrol o de la Isla del León (San Fernando). También es importante destacar la construcción de canales, como el de Castilla o el Imperial de Aragón, que se consideraban un medio importante para el riego y el transporte. Todas estas obras se realizaron con el trabajo de los arquitectos pero, sobre todo, de ingenieros militares.
Desde la Academia se acomete la tarea de buscar un modelo ideal para la arquitectura. Se trata de revisar y criticar toda la tratadística anterior, desde Vignola a Palladio o Serlio, intentando ir directamente a las fuentes del pasado con viajes para conocer las ruinas, catalogarlas y estudiarlas, a fin de sacar unas conclusiones de validez universal.

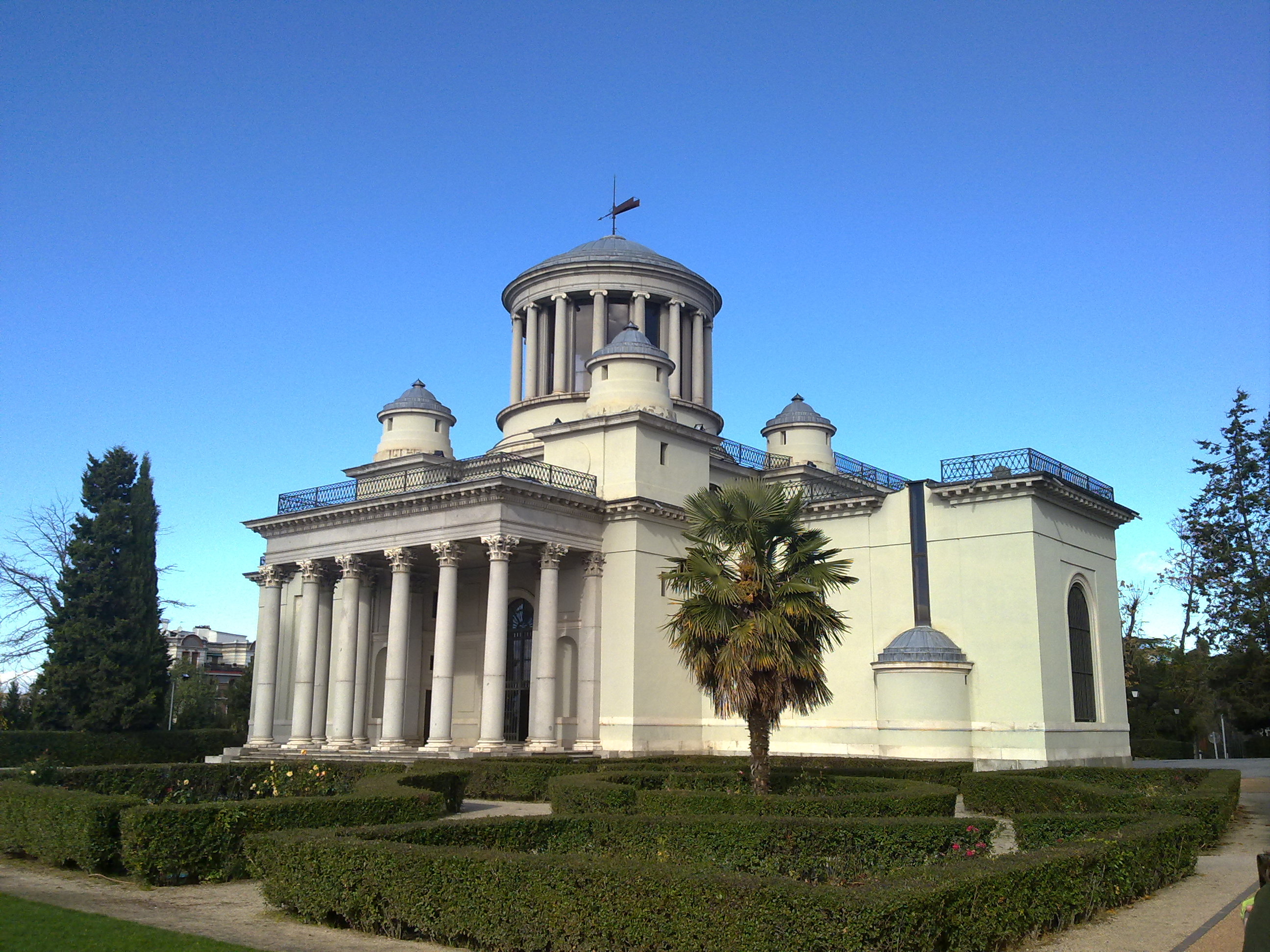
Observatorio Astronómico, en Madrid, por Juan de Villanueva.

Diego de Villanueva (1715-1774), director de Arquitectura de la Academia, publicó en 1766 en Valencia la Colección de diferentes papeles críticos sobre todas las partes de la Arquitectura, donde muestra conocer las teorías racionalistas de Laugier o Algarotti entonces de moda en Europa. Entre su obra construida resalta por su sentido simbólico la reforma del Palacio Goyeneche en la calle de Alcalá de Madrid, para sede de la Real Academia de Bellas Artes de San Fernando (1773), reforma que consistió en mutilar la fachada barroca ricamente ornamentada que años antes había construido José Benito Churriguera.
También en estos años sobresale el arquitecto Ventura Rodríguez (1718-1785), notable por la cantidad de obras que construye y por el control que sobre la arquitectura de toda España ejerció desde la Academia y desde el Consejo de Castilla. Obra suya es la remodelación de la Basílica del Pilar de Zaragoza, con la construcción de una capilla exenta para el culto de la Virgen dentro del gran templo. La capilla está pensada como un enorme baldaquino construido en mármoles de colores y bronces muy en la línea del último barroco romano que había aprendido en la obra del Palacio Real de Madrid. Es también autor del convento de los Agustinos Filipinos de Valladolid (1759 y sig.) que, aunque al exterior trae recuerdos escurialenses, tiene en su planta ecos de la obra de Juvara en Turín. De un clasicismo más riguroso son los planos de la fachada de la catedral de Pamplona (1783), telón tras el que se oculta el primitivo edificio gótico. A él pertenecen también los diseños arquitectónicos de las fuentes monumentales del Salón del Prado.
Con la llegada de Francesco Sabatini (1721-1797), que llegó de Nápoles con Carlos III con la misión de atender la política reformista del rey en el campo de la arquitectura, Ventura Rodríguez se vio relegado en el favor real. Sabatini trazó la escalera principal del Palacio Real de Madrid (h. 1761) e intervino en la edificación de obras monumentales para Madrid, representativas del poder real, como la Puerta de Alcalá (1764-1776), que conmemoraba la entrada de Carlos III en la capital, el edificio de la Real Casa de la Aduana de Madrid (1761-1769), hoy Ministerio de Hacienda, en la calle de Alcalá, y el Hospital General (1781), actual Museo Reina Sofía, iniciado por Rodríguez, todo dentro del diseño racionalizado del Barroco clasicista que había conocido en Nápoles. La actividad de Sabatini cubrió el campo de la arquitectura civil y de la ingeniería militar; dirigió numerosas obras en toda España, desde la catedral de Lérida a la fábrica de armas de Toledo o el trazado de la nueva población de San Carlos en la Isla del León (Cádiz).
Después de unos años de enorme labor crítica y teórica desde la Academia, comenzó a trabajar una nueva generación de arquitectos cuya figura más representativa es Juan de Villanueva (1739- 1811), hermano del ya citado Diego. Es el arquitecto que mejor refleja la consecución y codificación de un auténtico lenguaje neoclásico, a la vez que su trabajo como arquitecto real le convierte en el traductor de los gustos del rey. Fue autor, en el Real Sitio de El Escorial, de las casas de Oficios frente al monasterio y también de las Casitas de Arriba y de Abajo, edificaciones de aspecto totalmente clasicista. Incluidas en el programa cultural de corte ilustrado del gobierno de Carlos III están tres de las obras más emblemáticas de Villanueva: el Museo del Prado, el Jardín Botánico y el Observatorio Astronómico. El hoy Museo del Prado estaba pensado como Academia de Ciencias o Gabinete de Historia Natural y se inició en 1785; su arquitectura de formas clásicas perfectamente depuradas, integrada por volúmenes independientes conectados entre sí, es una muestra del modo neoclásico de combinar formas puras.

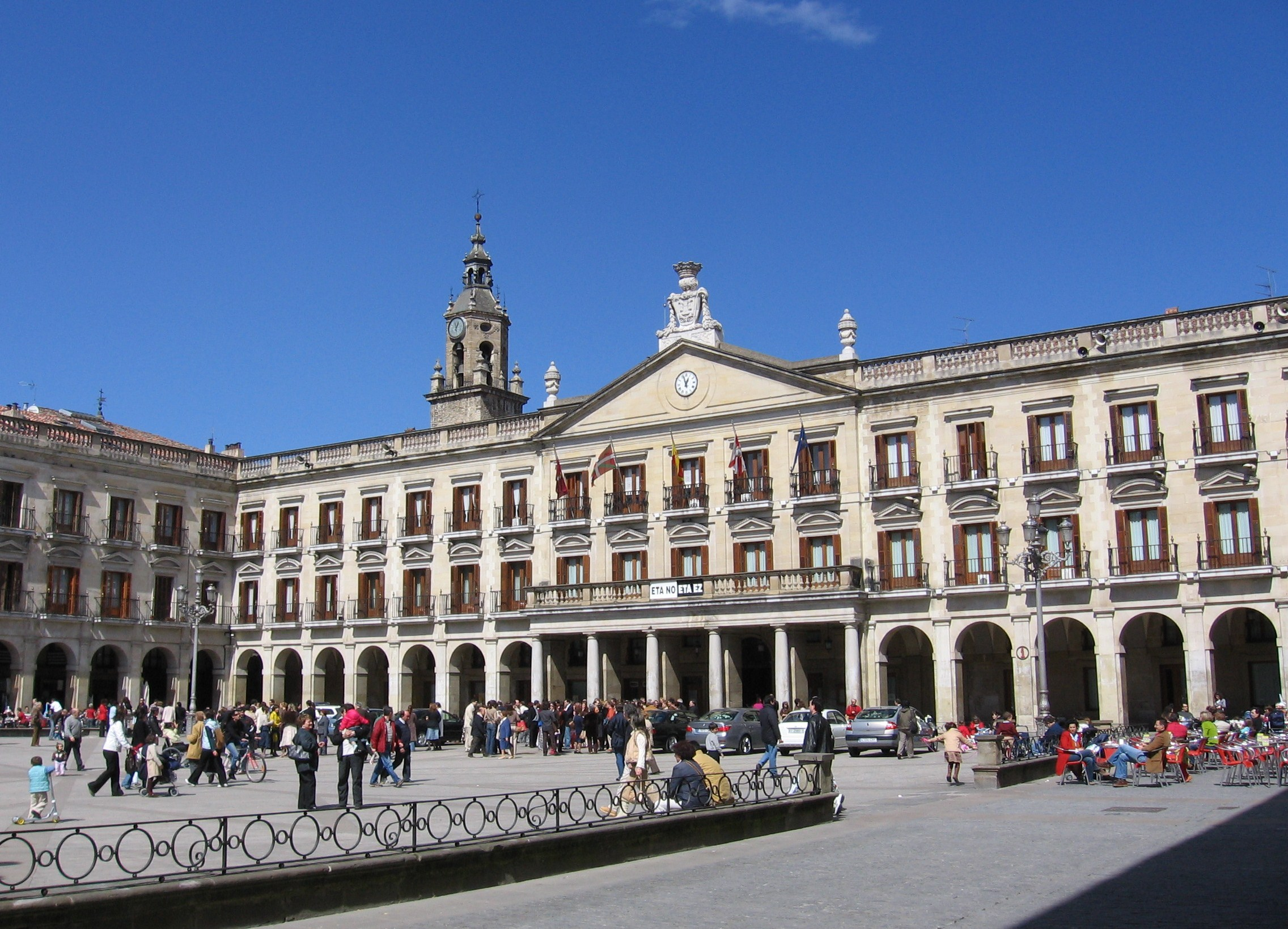
Plaza nueva o de España de Vitoria.

Coetáneo de Villanueva fue Ignacio Haan (1758-1810) que destacó por sus obras en Toledo bajo el mecenazgo ilustrado del Cardenal Lorenzana; es autor del edificio de la Universidad (1792) con un patio con columnas jónicas y estructura adintelada, un verdadero manifiesto del Neoclasicismo.
El País Vasco fue un foco admirable de la arquitectura clasicista. Justo Antonio de Olaguíbel (1752-1718) edificó la Plaza Nueva de Vitoria, con la que recoge una tradición española de plaza mayor porticada de austeros y uniformes elementos, modelo que tendrá después continuidad en Bilbao, con la Plaza del Príncipe, y en San Sebastián, con la Plaza de la Constitución, levantada por Pedro Manuel de Ugartemendía.
Por los contactos con el exterior, a través de los textos teóricos que se han ido traduciendo y por los viajes de los arquitectos a Roma o París, hacia 1790 la arquitectura española vive un momento semejante al de otros países europeos. Isidro González Velázquez (1764-1840), discípulo de Villanueva, crea en la Casita del Labrador del Real Sitio de Aranjuez (1794), con la colaboración en la decoración del Gabinete de Platino de los arquitectos de Napoleón Percier y Fontaine, una obra que aúna la racionalidad, el gusto por la antigüedad y las modas francesas. Por el contrario Silvestre Pérez (1767-1825), más en la línea de los arquitectos visionarios, basa toda su arquitectura en el empleo de volúmenes puros e independientes, como en la parroquia de Motrico (1798) o en la de Mugardos en La Coruña (1804).

## Escultura

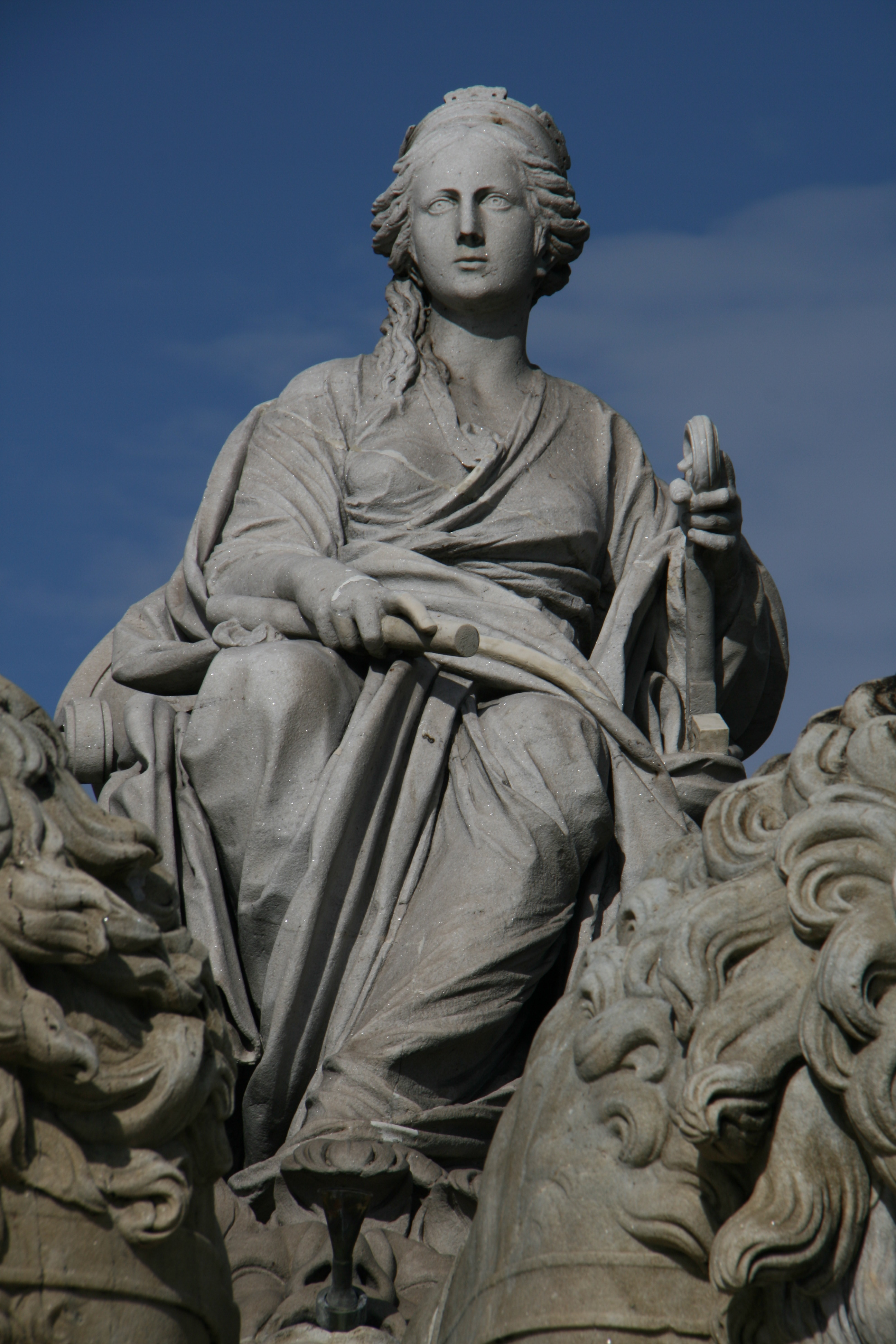
Detalle de la Fuente de Cibeles (1777-1782), en Madrid, por Francisco Gutiérrez Arribas y Roberto Michel

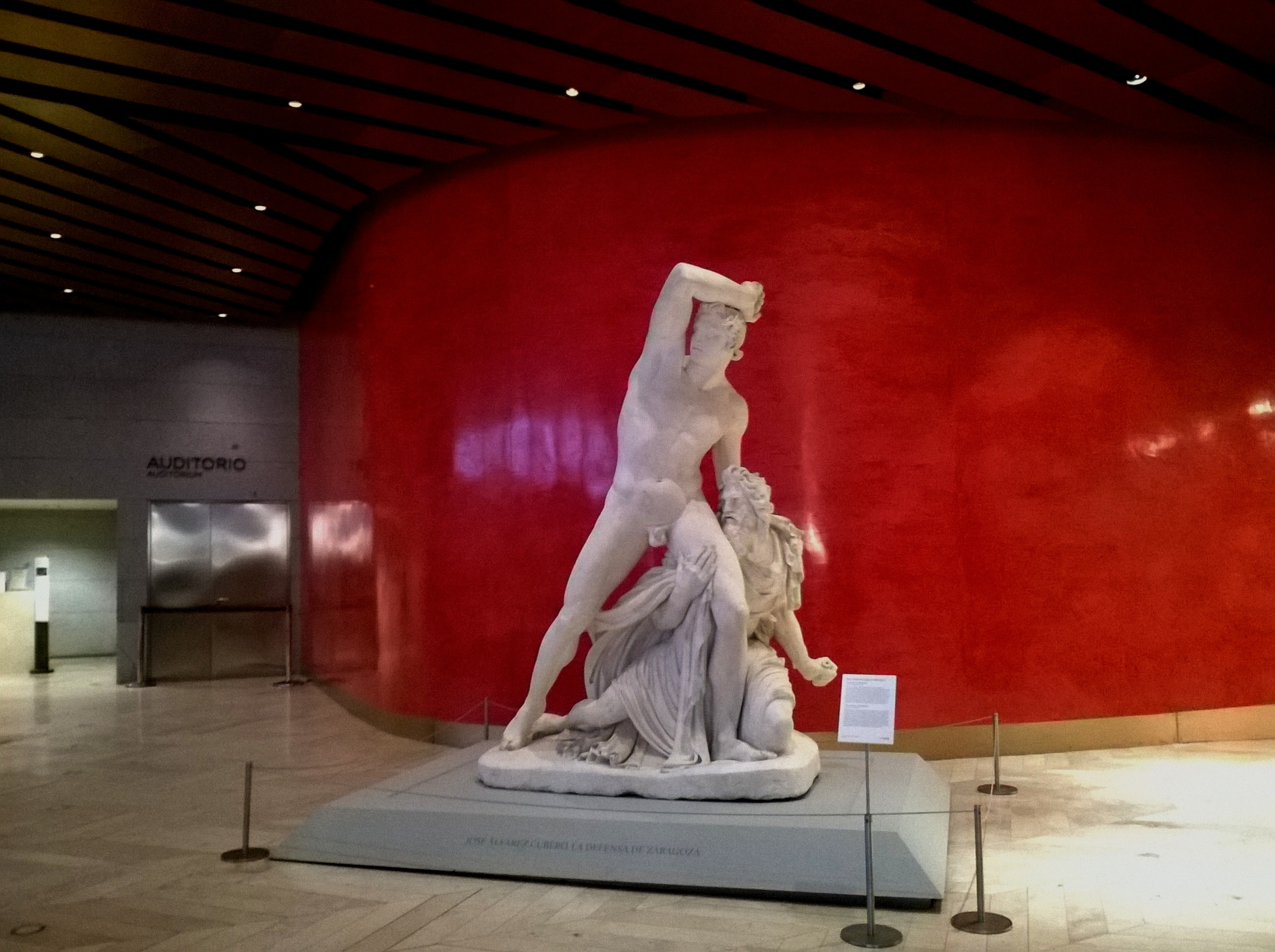
La defensa de Zaragoza (1825) de José Álvarez Cubero (vestíbulo del Museo del Prado, Madrid)

La escultura neoclásica tuvo un desarrollo particular y menos visible que en otras artes. En ella pesó poderosamente la tradición imaginera de obras en madera policromada, que había sido habitual en las costumbres devocionales de los españoles, por lo que apenas existía una escultura monumental que no estuviera ligada a las necesidades religiosas. Por ello los primeros indicios de cambio se encaminaron hacia el barroco francés que trajeron los escultores cortesanos.
Desde la Academia, artistas como Francisco Gutiérrez (1727-1782) o Manuel Álvarez de la Peña (1727-1797) crearon esculturas en materiales nobles, en muchos casos destinadas al ornato urbano. Gutiérrez fue autor de la fuente de Cibeles (1780-1786) y colaboró en la parte escultórica de la puerta de Alcalá, ambas en Madrid. Álvarez esculpió la fuente de Apolo o de las Cuatro Estaciones y Juan Pascual de Mena (1707-1784), un precursor de las nuevas tendencias, la fuente de Neptuno, ambas en el paseo del Prado de Madrid. Un discípulo de Mena, el valenciano Manuel Tolsá (1757-1816), viajó  a la Nueva España en 1791 con el nombramiento de director de escultura de la Academia de San Carlos de la Ciudad de México, donde realizará la estatua ecuestre de Carlos IV (1793-1802). 
Pero la imaginería no desapareció y los escultores, aprovechando las enseñanzas de la Academia, llegaron a hacer una escultura policromada de gran calidad. Un ejemplo fue José Esteve (1741-1802), formado en la Academia de San Carlos de Valencia, autor de bellísimas imágenes como la Inmaculada de la catedral de Valencia. Con Esteve colaboró José Ginés (1768-1822) en la elaboración del Belén del Príncipe (Palacio Real y Academia de San Fernando), un género aún habitual.
Con Juan Adán (1741-1816), que se formó en la Academia de Zaragoza y estuvo pensionado en Roma, se produjo el paso definitivo al neoclasicismo. Nombrado en 1795 escultor de cámara, realizó los retratos de Carlos IV y María Luisa de Parma (1797, Palacio Real); tienen la ampulosidad de los retratos de aparato pero con la severidad en los rostros de la estatuaria romana. Suya fue la Venus del parque de El Capricho de la Alameda de Osuna, una interpretación realmente fiel de los modelos romanos.
El cordobés José Álvarez Cubero (1768-1827) es un ejemplo del neoclasicismo español que, aunque había recibido una educación inicial en el barroco, luego completó su formación en París y en Roma, donde entabló amistad y fue asistente del italiano  Antonio Canova y luego también escultor de la corte en el exilio del rey Carlos IV. Fue escultor de cámara de Fernando VII y su célebre grupo La defensa de Zaragoza es muy representativo de este neoclasicismo hispano que debe tanto a la estatuaria clásica como a la lección del mismo Canova que así llegó a España.
En Cataluña, las enseñanzas del clasicismo de la escuela de la Lonja de Barcelona, se manifestaron en el escultor Damià Campeny (1771-1855), que pensionado en Roma, también estuvo en contacto con Canova. Entre sus obras destaca una serie de estatuas mitológicas, Cleopatra y Lucrecia muerta, (1804, Lonja de Barcelona) —que tiene toda la serenidad de la escultura clásica pero algunos atisbos de melancolía romántica— y la Virgen del Crucifijo de Lepanto (1830, catedral de Barcelona).  La escultura neoclásica tuvo un largo epílogo en la obra de Antonio Solá (1787-1861), que trabajó en Roma desde 1803 y fue propuesto por Canova y Thorvaldsen, como miembro de la Academia romana de San Lucas, de la que llegaría a ser presidente entre los años 1837 y 1840. Fue autor de Venus y Cupido (1830, Museo de Arte de Cataluña) y del grupo de Daoiz y Velarde (1830, Madrid, plaza del Dos de mayo), un uso convencional del clasicismo para retratar a los héroes románticos.  
En Canarias destacó la personalidad de Fernando Estévez (1788-1854), máximo representante del clasicismo en el archipiélago canario. Su obra está formada principalmente por escultura religiosa, aunque también realizó composiciones pictóricas, fue un hábil urbanista y diseñó monumentos conmemorativos. Admirador de Canova y defensor de todo lo que significara progreso, desempeñó el cargo de catedrático de Dibujo en la Academia de Bellas Artes de Canarias. Es recordado por haber realizado la imagen de Nuestra Señora de Candelaria (1827), patrona de Canarias y la magnífica talla del Nazareno (1840) de Santa Cruz de La Palma.

Esculturas neoclásicas
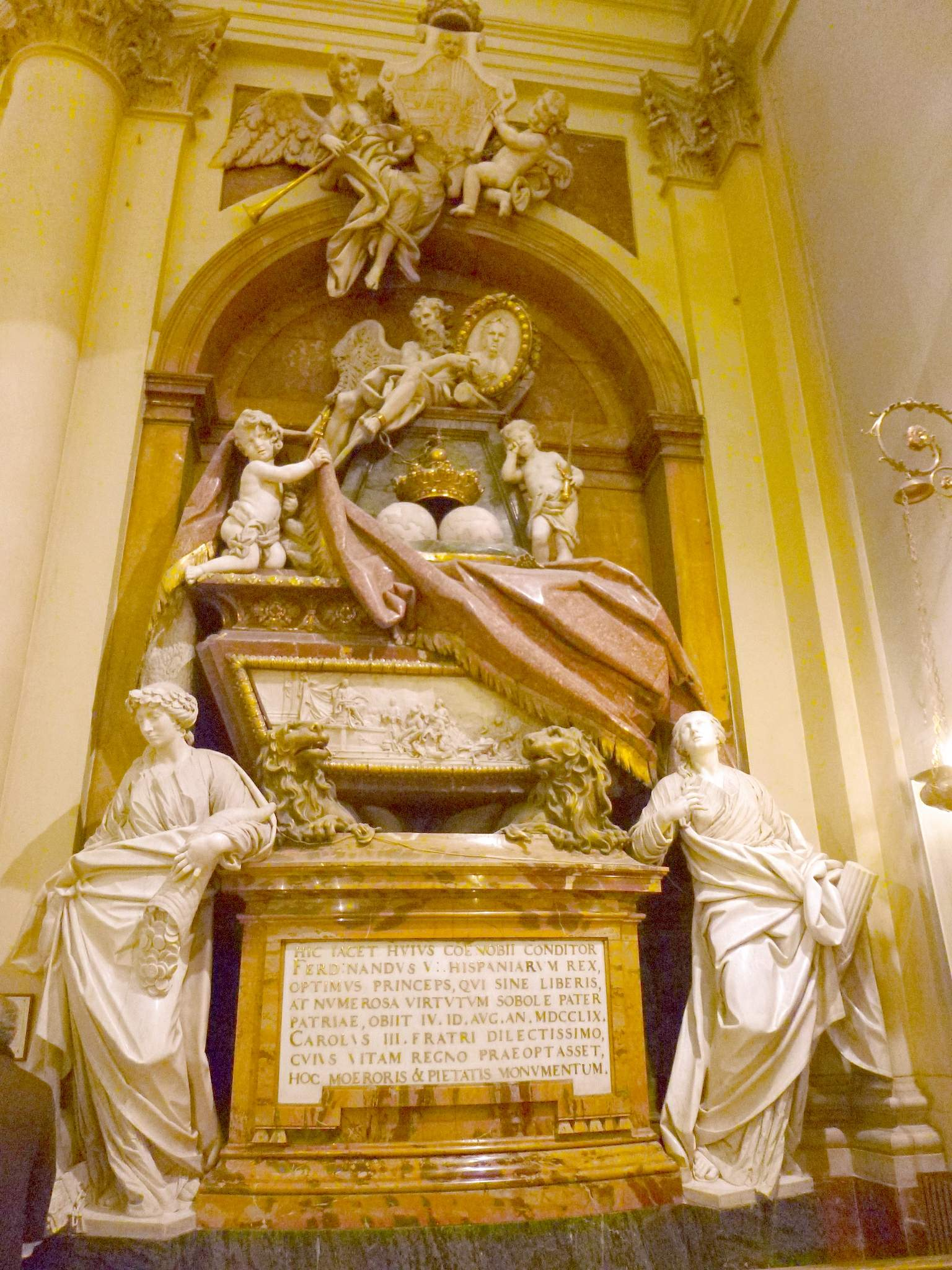
Sepulcro de Fernando VI (1760-1765), de Francisco Gutiérrez Arribas (Iglesia de las Salesas Reales (Madrid))
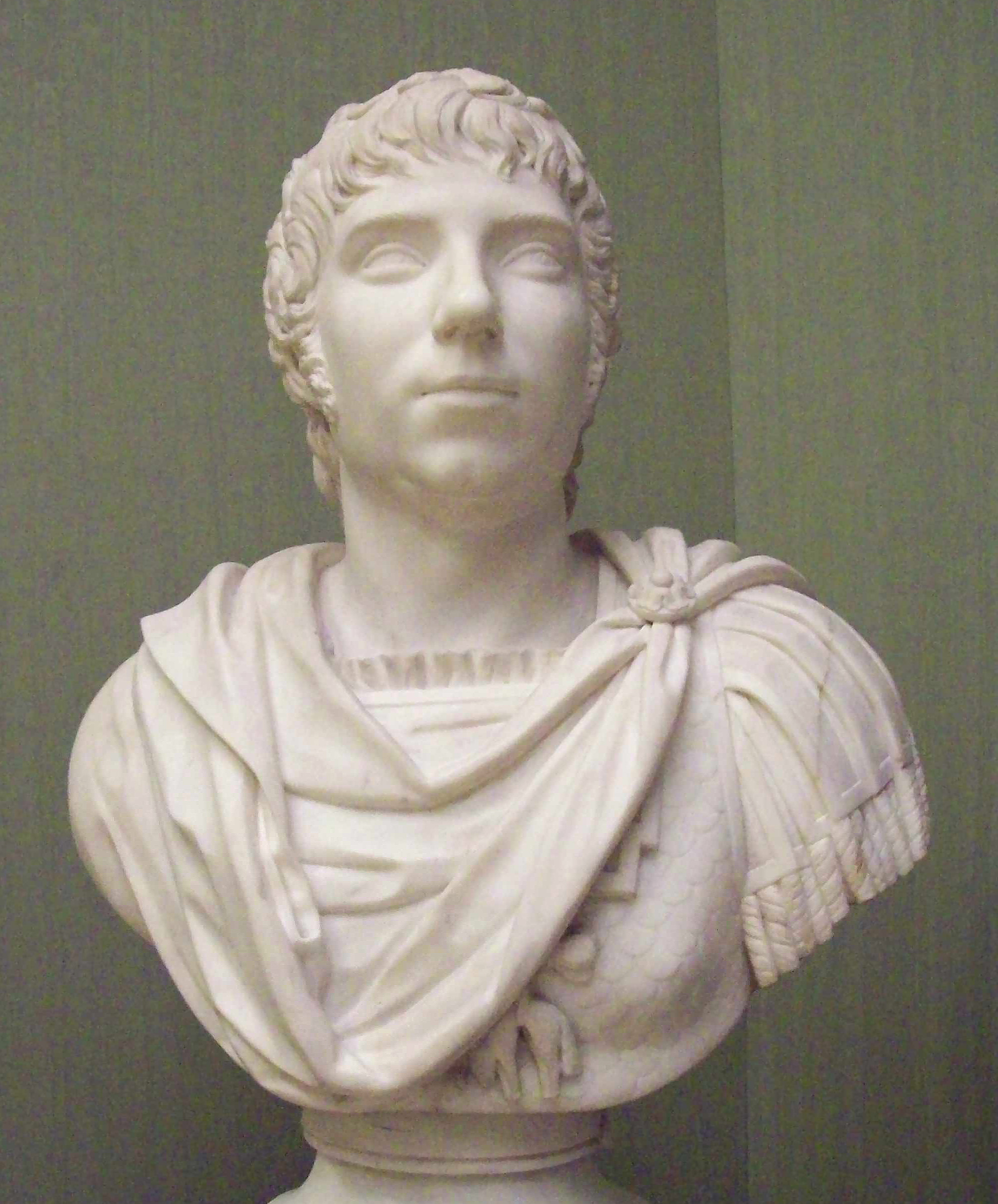
Busto de Manuel Godoy (1794), de Juan Adán (Real Academia de Bellas Artes de San Fernando)
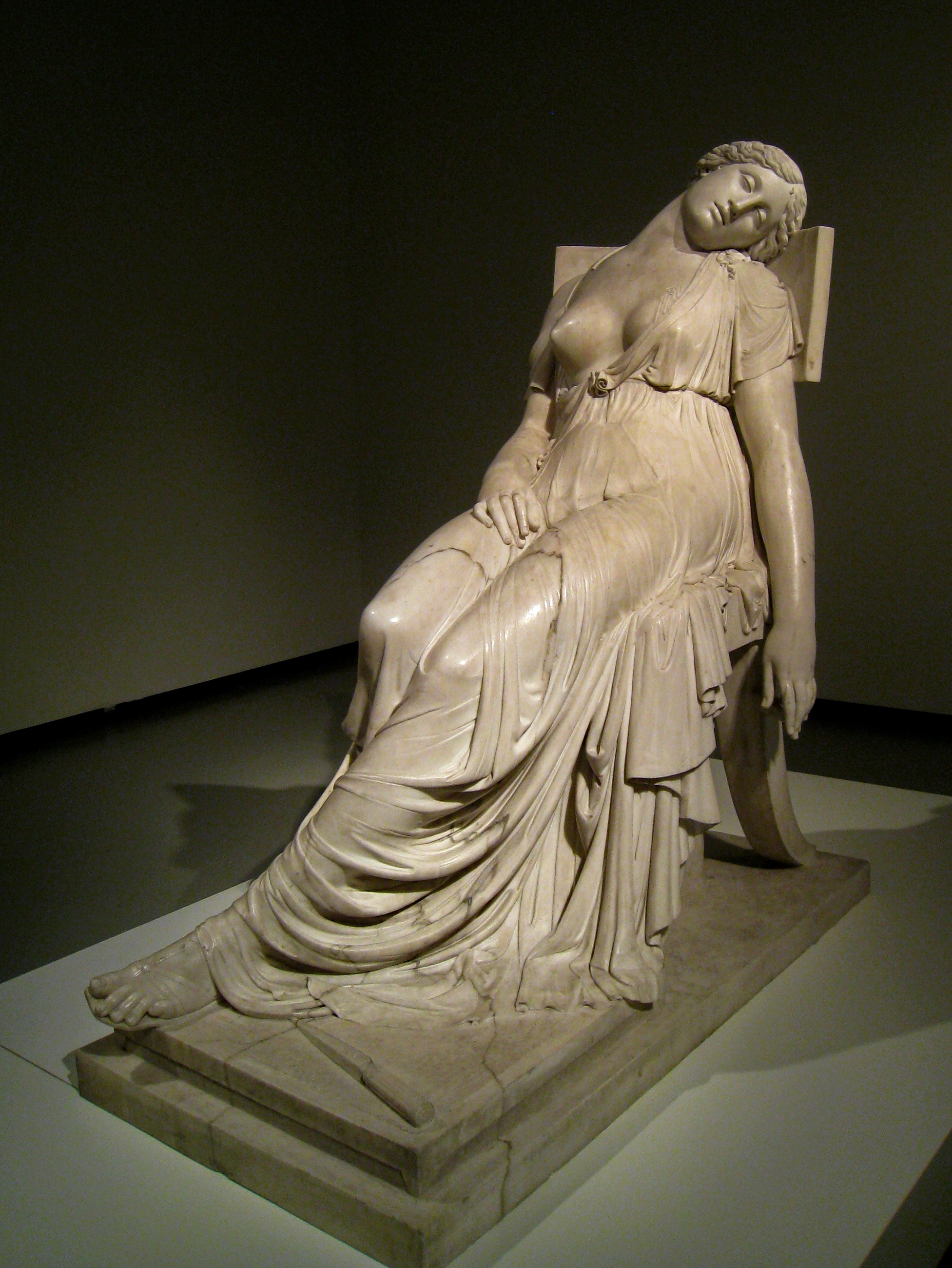
Lucrecia muerta (1804) de Damià Campeny, Lonja de Mar, Barcelona
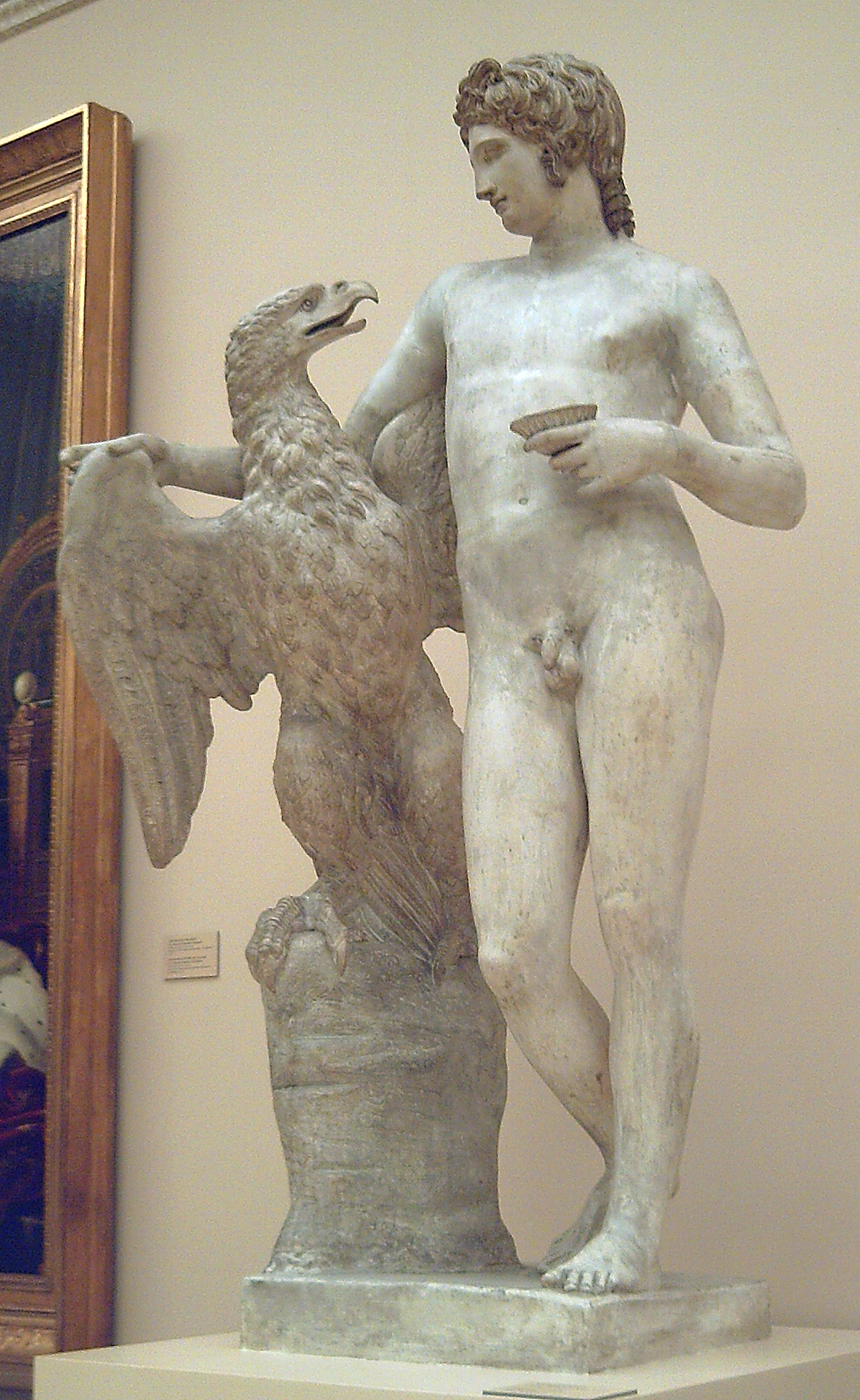
Ganímedes (1804), de José Álvarez Cubero (RABASF)
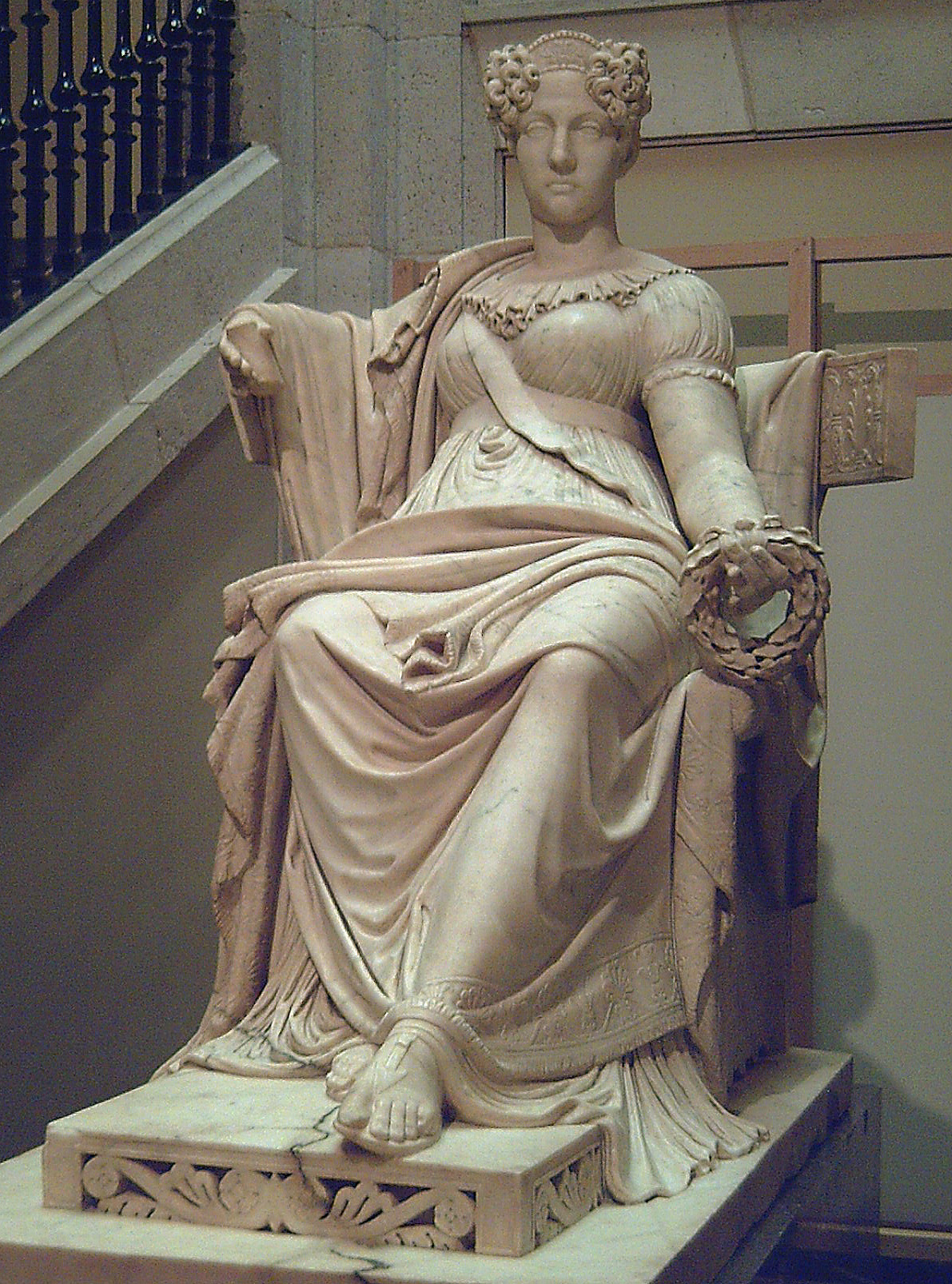
Isabel de Braganza (c. 1826), de José Álvarez Cubero (Museo del Prado, Madrid)
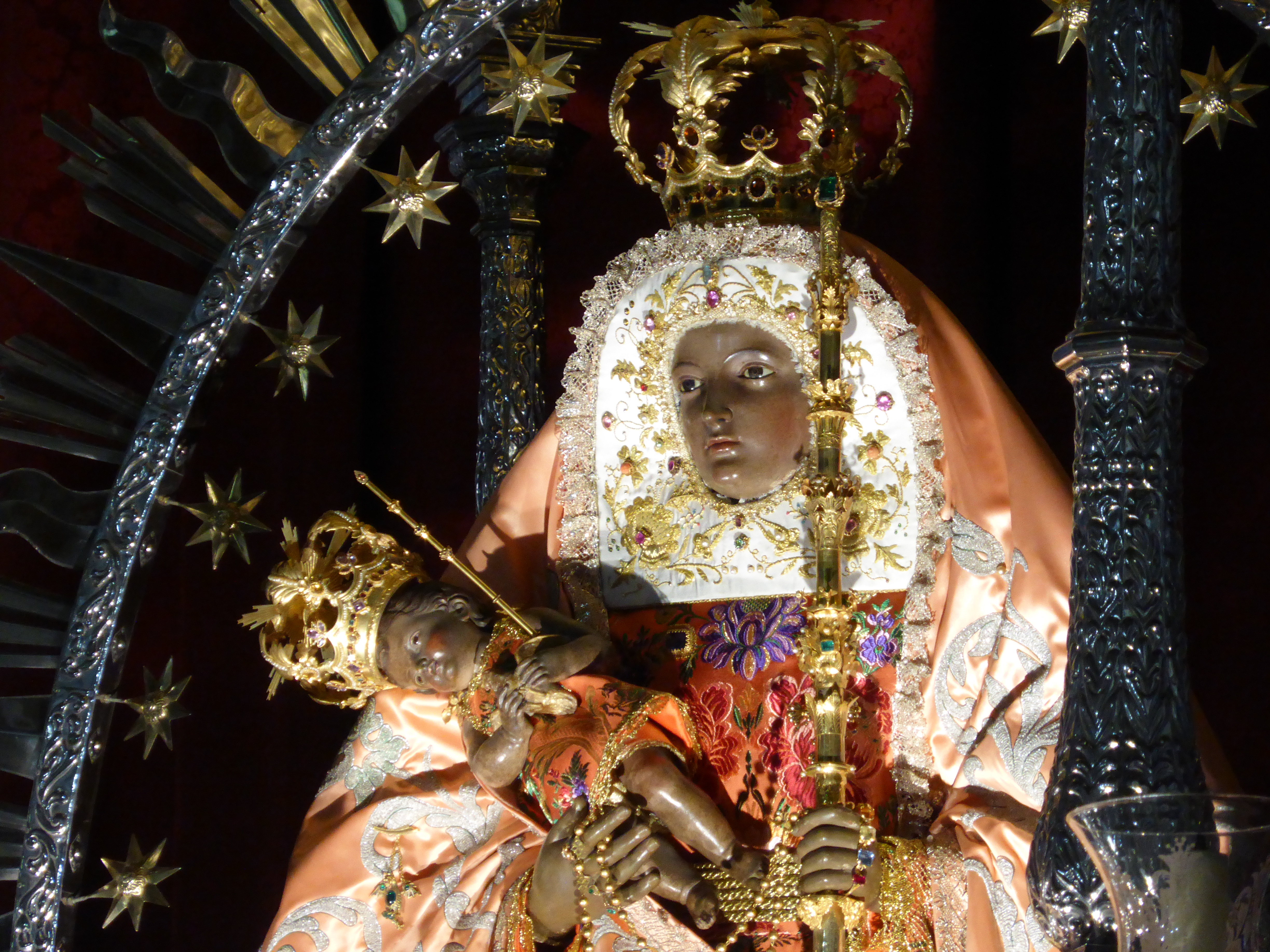
Nuestra Señora de Candelaria (1827-1828) de Fernando Estévez
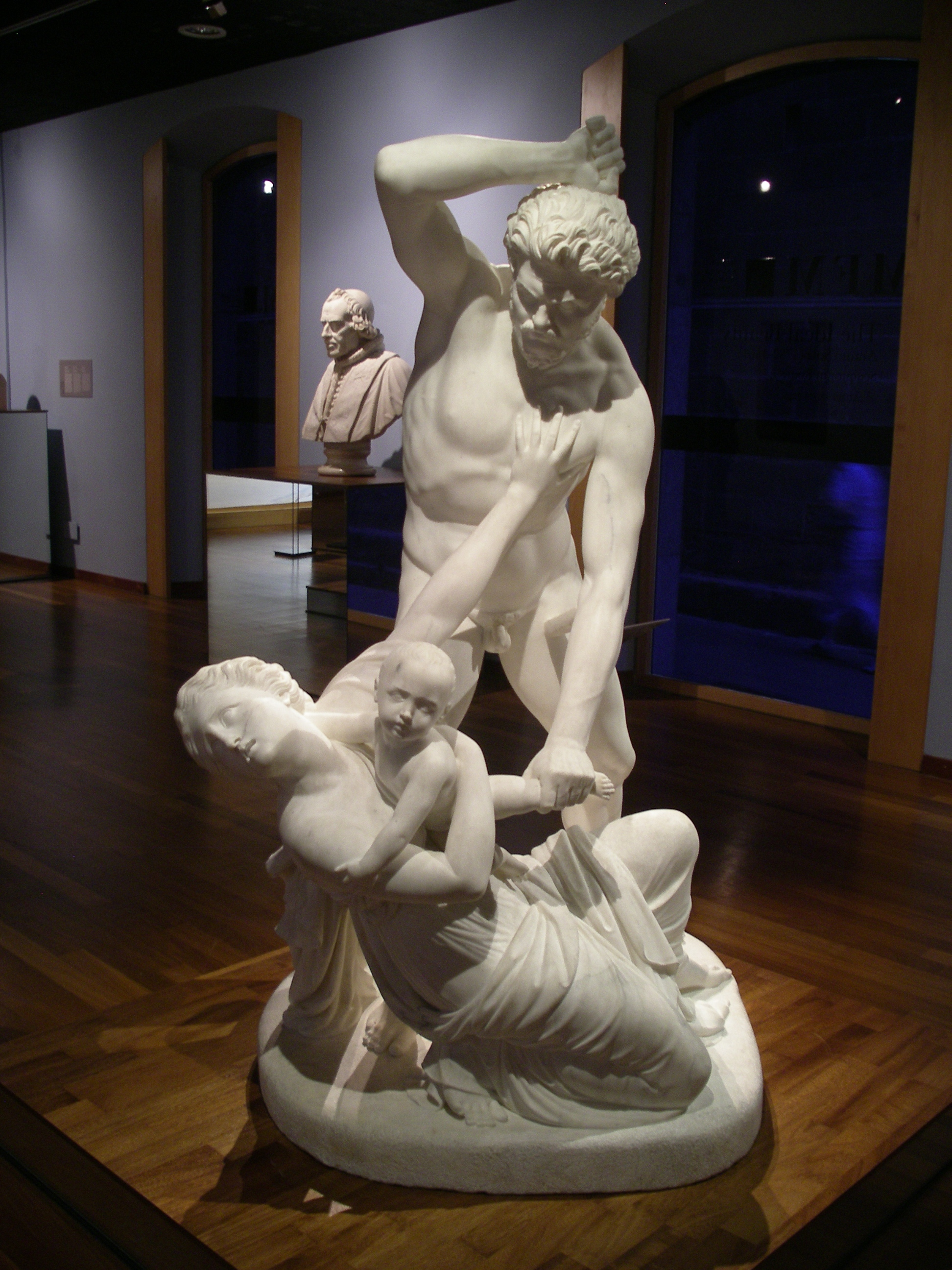
Matanza de los inocentes (1834) de Antonio Solá (Real Academia Catalana de Bellas Artes de San Jorge, Barcelona)

Obras públicas urbanas
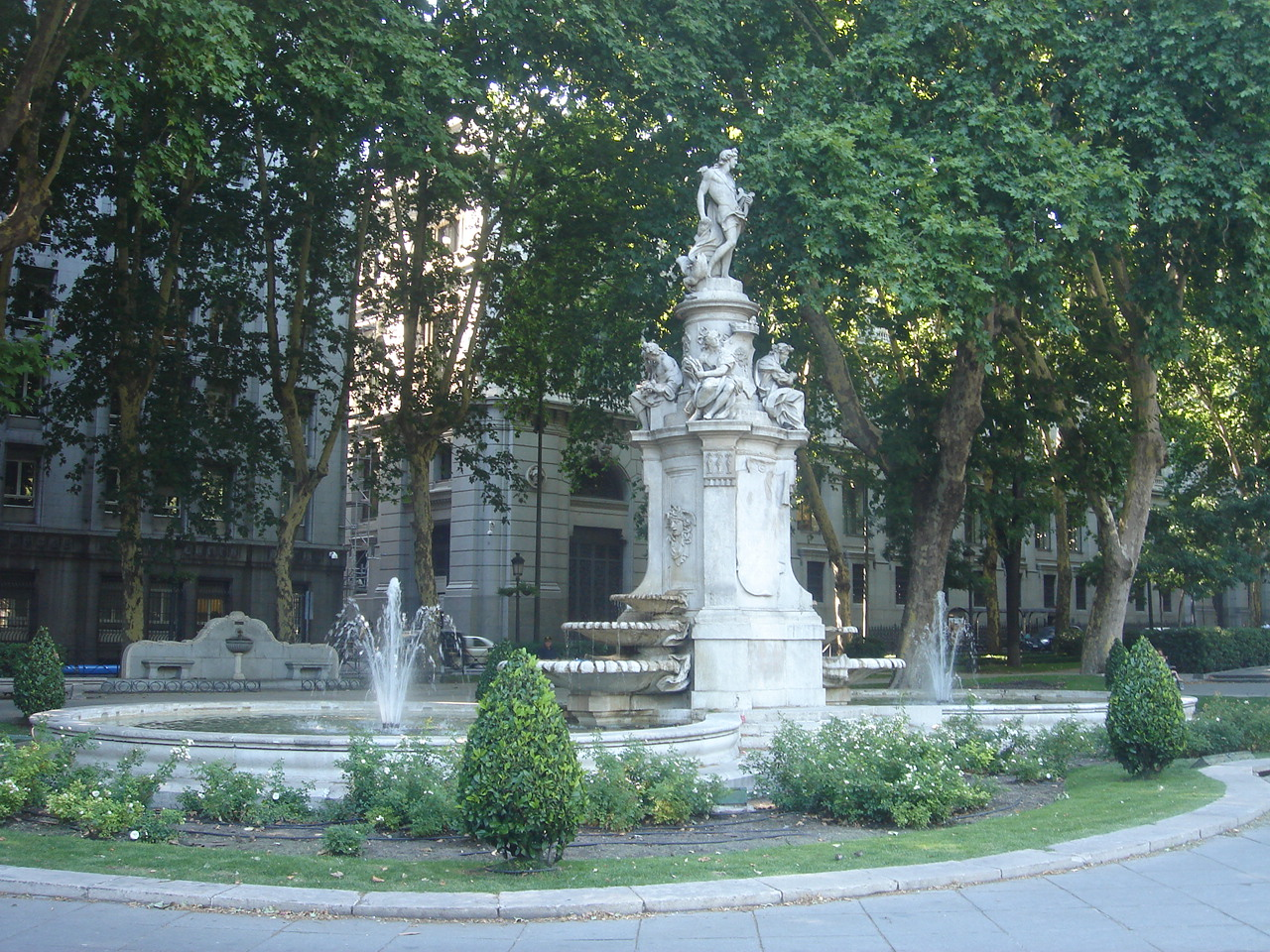
Fuente de Apolo (1777), de Manuel Álvarez de la Peña (Madrid)
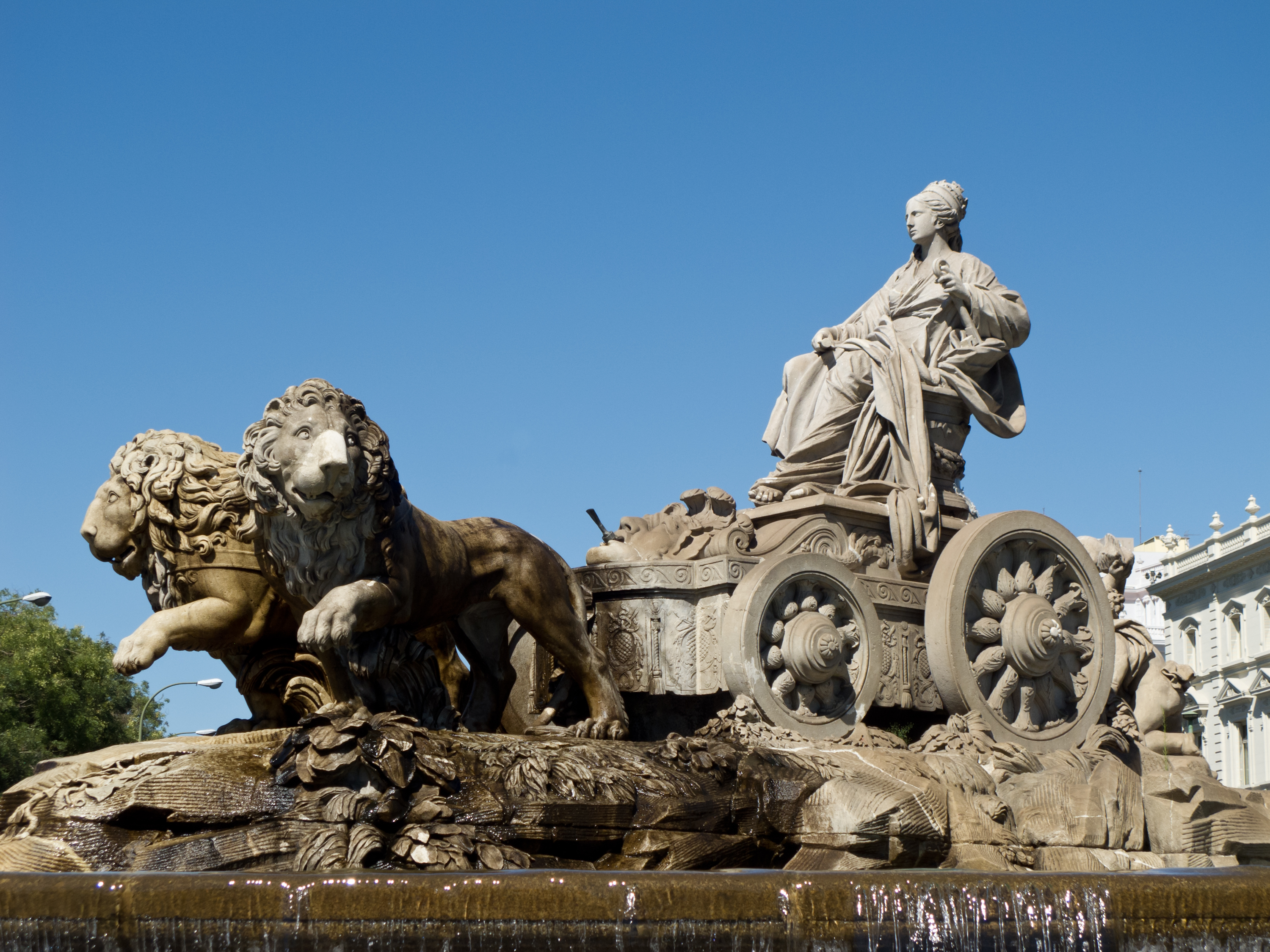
Fuente de Cibeles (1777-1782), de Francisco Gutiérrez (figura de la diosa y el carro) y Roberto Michel (los leones)
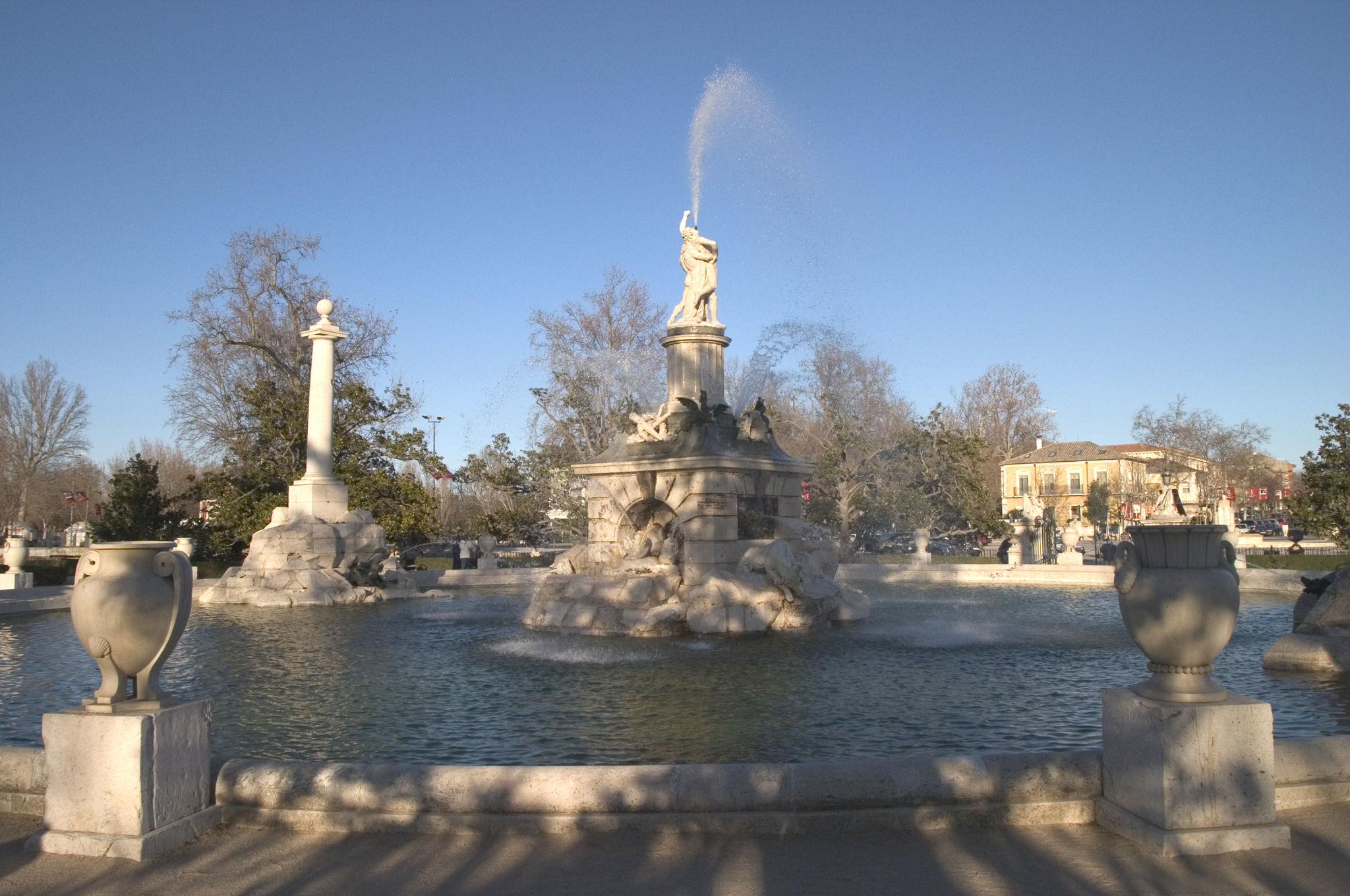
Fuente de Hércules y Anteo (1780-1784) de Juan Adán (jardín del Parterre, Aranjuez)
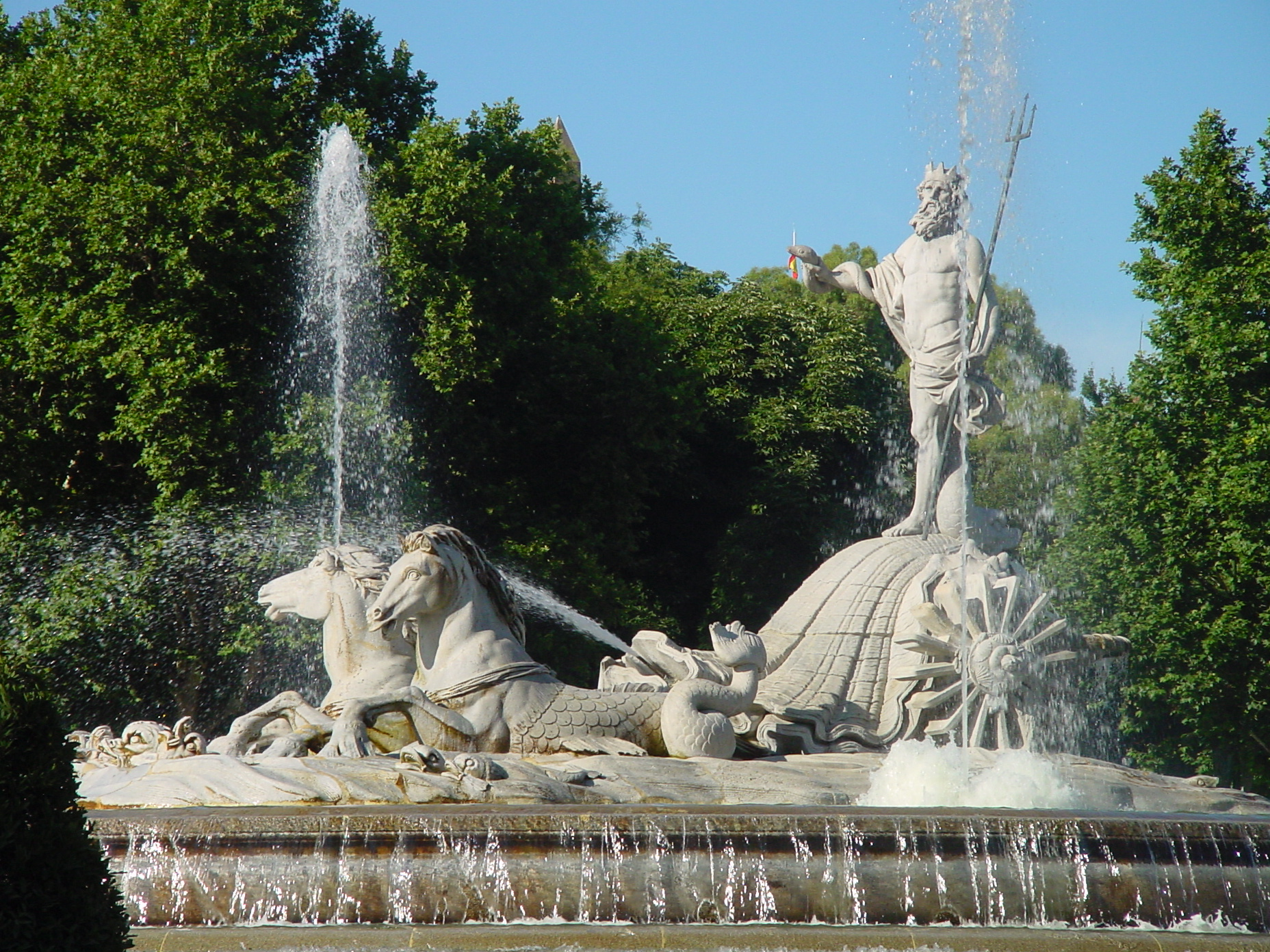
Fuente de Neptuno (1777-1786), de Juan Pascual de Mena (Madrid)
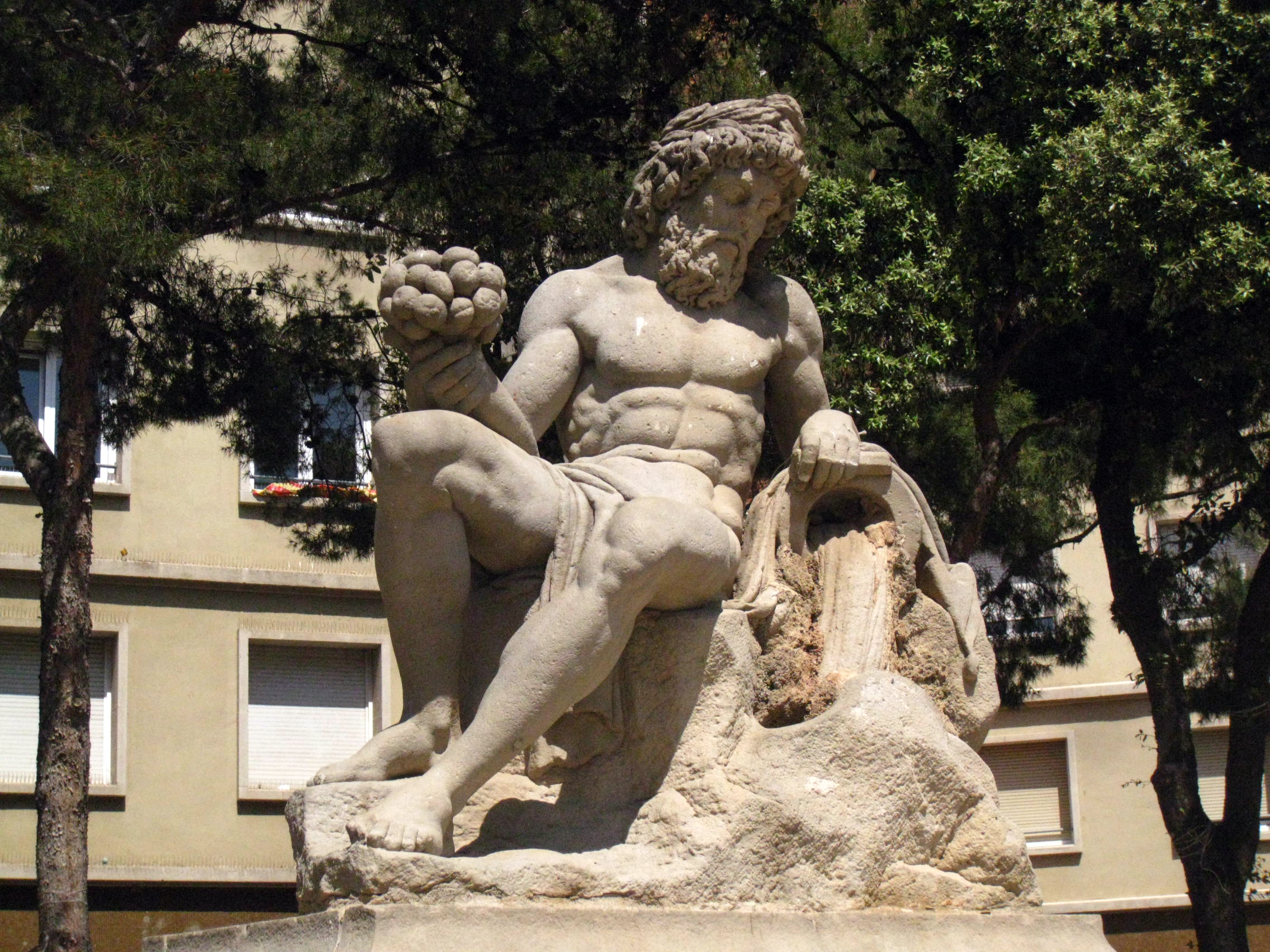
La Fuente del Viejo (1818) de Damià Campeny (plaza de Sants, Barcelona)
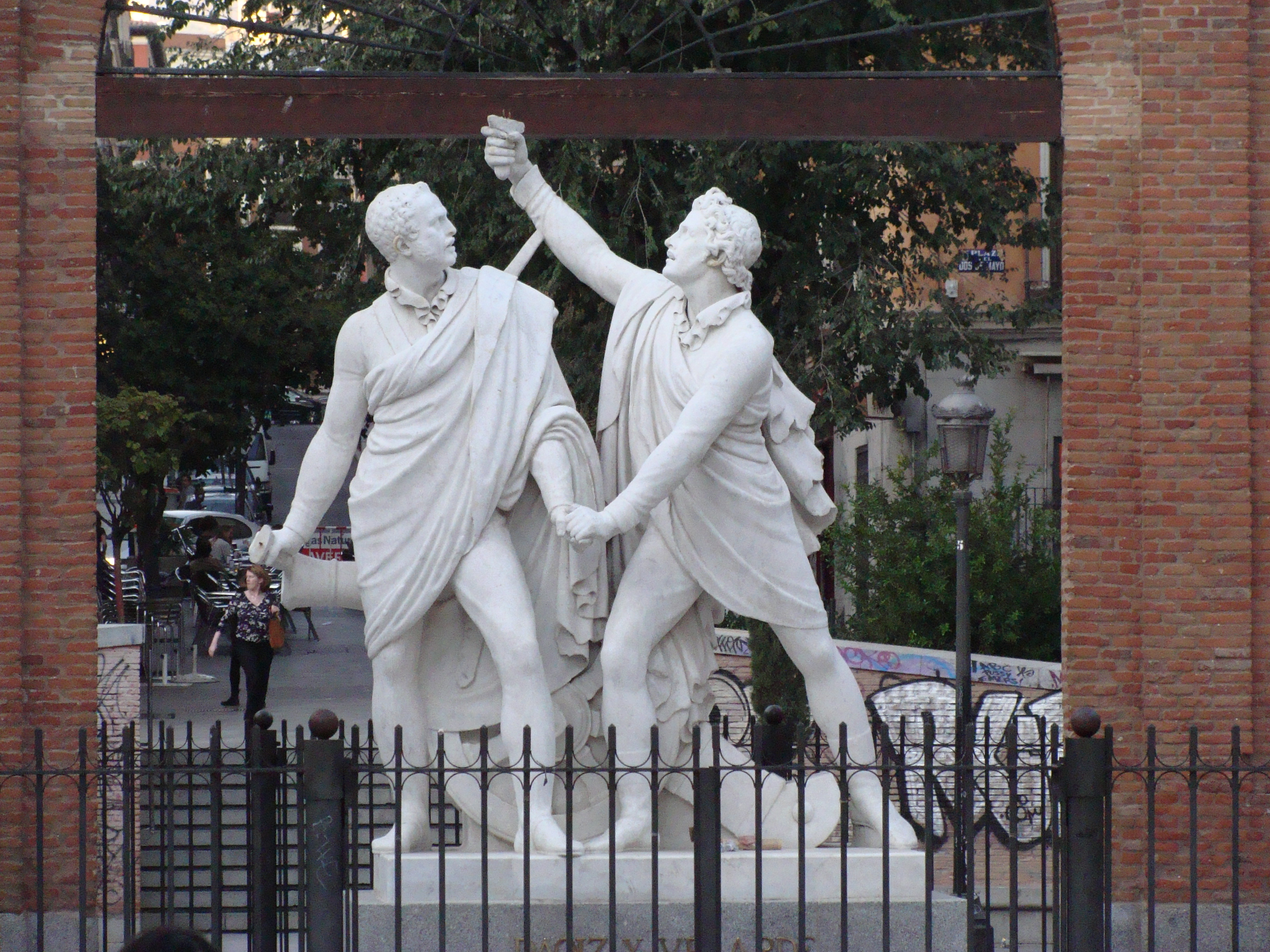
Grupo de Daoiz y Velarde (1830) de Antonio Solá (plaza del Dos de Mayo en Madrid)

## Pintura

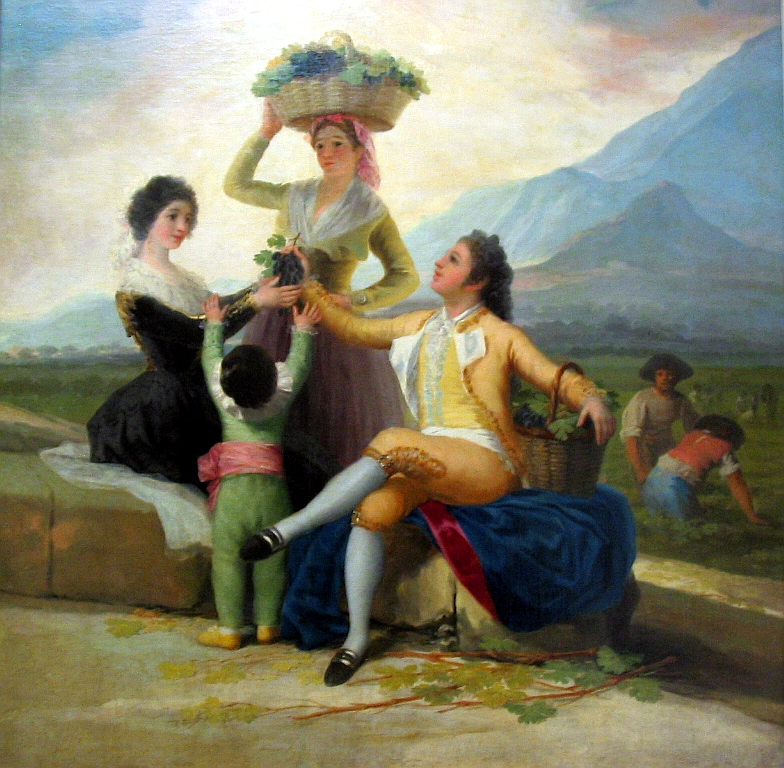
La vendimia (1786), de Goya.

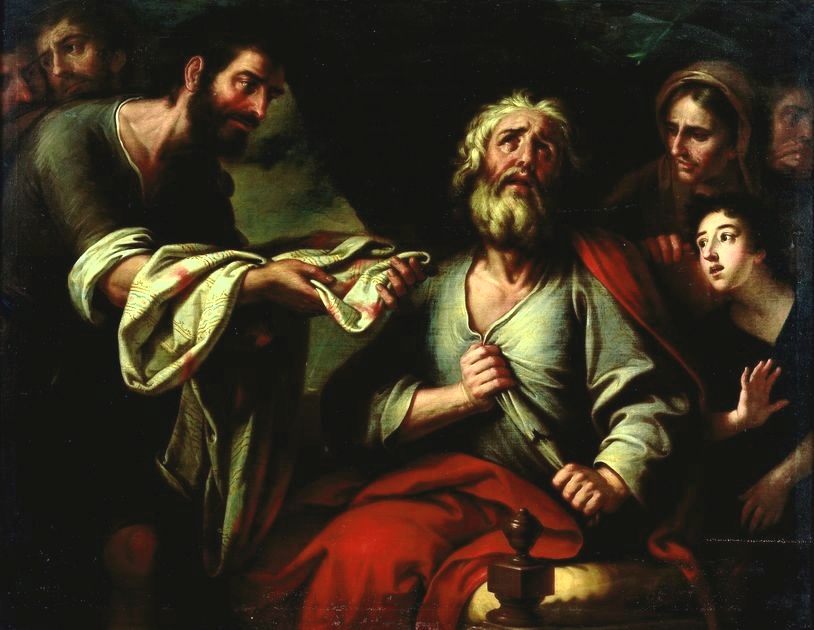
La túnica de José (1790) por José Vergara Gimeno.

Los monarcas Felipe V y Fernando VI habían llamado a pintores franceses e italianos, como Louis Michel van Loo, Jacopo Amigoni o Corrado Giaquinto, que iniciaron la decoración del Palacio Real. Más tarde Giambattista Tiépolo, el gran fresquista veneciano, adornó tres de las bóvedas de la real morada con su pintura decorativa y colorista. 
Pero la regeneración de la pintura española se produjo con la venida a España en 1761, llamado por Carlos III, del artista bohemio Anton Raphael Mengs. Su llegada trastocó el orden hasta entonces existente porque sus orientaciones fueron seguidas fielmente por el rey, que le concedió todos los honores imaginables ejerciendo desde la Academia, como pintor y como teórico, una auténtica dictadura artística que influyó en la formación de los pintores españoles. Mengs realizó decoraciones para algunas de las bóvedas del Palacio, predominando en todas ellas un dibujo preciso y una falta de expresividad; en El triunfo de la Aurora o La apoteosis de Adriano, la calculada simplicidad de composición recuerda El Parnaso que pintó en la villa Albani de Roma. Colaboró con él en el Palacio Real Mariano Salvador Maella (1739-1819), que también hizo decoraciones para los palacios de Aranjuez, El Pardo y El Escorial; su estilo distante y su colorido algo estridente no le impidieron hacer espléndidos retratos como el de Carlos III (1785) con colores fríos y barnices acharolados. José Vergara Gimeno (1726-1799), fundador de la Real Academia de Bellas Artes de San Carlos de Valencia (1768), es en la ciudad del Turia la figura más importante en la introducción de los postulados neoclásicos.
Muchos pintores trabajaron como cartonistas para la Fábrica de Tapices que Mengs dirigía, como los hermanos Bayeu, José del Castillo o Francisco de Goya. Para los tapices Mengs prefirió los temas costumbristas o de cacería muchas veces relacionados con la pintura neerlandesa, y alentó un costumbrismo de raíz castiza con escenas de género. José del Castillo destacó con sus primorosas escenas de caza como las que adornan la pieza del Príncipe en el palacio de El Escorial. Los Bayeu cultivaron el fresco, sobre todo Francisco (1734-1795) que colaboró en la decoración de la basílica del Pilar de Zaragoza y en el oratorio del Palacio Real de Aranjuez (1791); Ramón, menos brillante, se especializó en los cartones para tapices que resolvió con una técnica suelta y precisa. También trabajó en la Fábrica de Tapices Francisco de Goya (1746-1828), yerno de Francisco Bayeu, pero su obra por su amplitud y su variedad desborda los estrechos límites del Neoclasicismo y merece un estudio más amplio.
Después de la Guerra de la Independencia emergen otros pintores más jóvenes que siguen el Neoclasicismo ortodoxo, para luego pasar hacia estilos más eclécticos. Entre ellos destacan José Aparicio (1773-1838), José de Madrazo (1781-1859) y Juan Antonio Ribera (1779-1860), que aprendieron en Roma el estilo internacional y miraron con admiración al gran Jacques-Louis David, pero que luego evolucionaron y ocuparon un puesto importante en el arte español. Sus obras muestran el perfecto conocimiento del mundo clásico, el equilibrio entre color y dibujo en sus composiciones, pero también una capacidad para adaptarse al arte burgués que impondrá el Romanticismo.

## Literatura
Las críticas contra los excesos barrocos en el ámbito literario surgieron durante la segunda década del siglo XVIII y se fueron acrecentando con el paso de los años. A la vez, se perfiló un nuevo ideal que rechazaba la literatura recreativa y de ficción, proponiendo una literatura verosímil, racional y didáctica. Mientras se acusaba a Luis de Góngora de ser el principal artífice de la destrucción de la poesía, se valorizaban las obras de Garcilaso y de sus seguidores, consideradas como un modelo de claridad, orden y armonía. Géneros literarios como el ensayo o el género epistolar cobraron nuevo impulso en esta época, a la vez que se renovaban otros, como el teatro. Algunos de los autores que protagonizaron esta época en España fueron José Cadalso, Benito Jerónimo Feijoo y Leandro Fernández de Moratín.
Se respeta a las normas clásicas como la métrica, rima y ritmo. Se relatan hechos reales. Tuvo que tener un fin didáctico, por eso surgen las fábulas; surgen también el espíritu crítico y científico.